# Drama histórico (cinematografía)

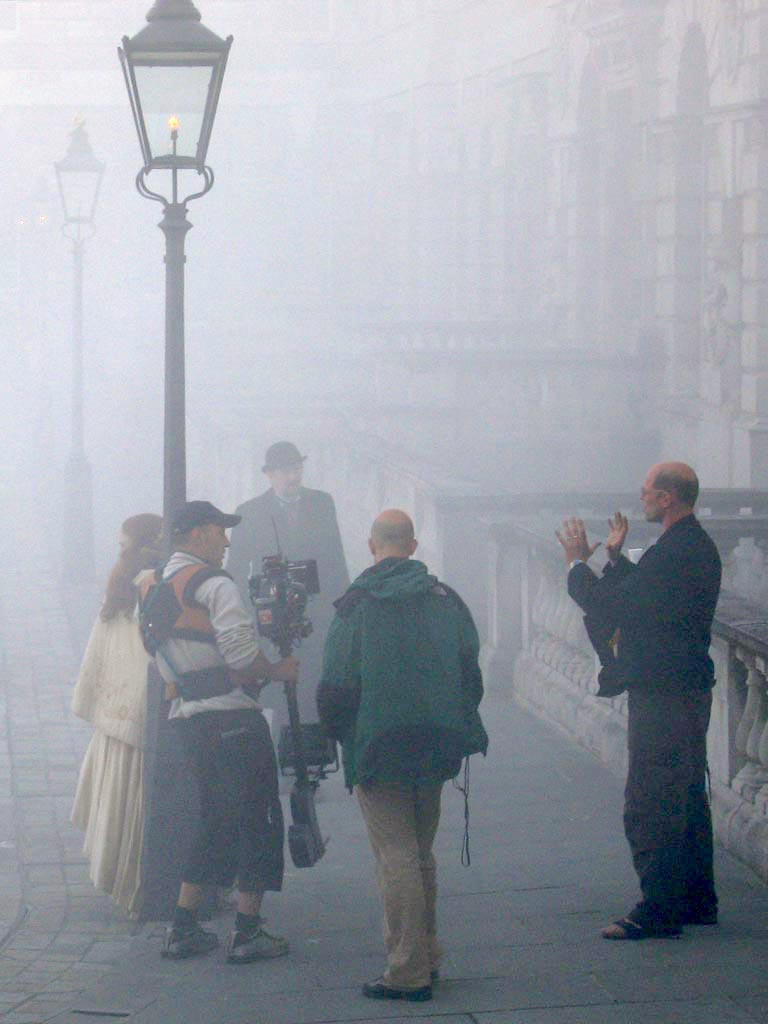
Filmación de una escena cinematográfica ambientada en el Londres del, 2004

Se conoce como drama histórico (también conocido como drama de época) a una obra ambientada en un período de tiempo pasado, generalmente utilizada en el contexto del cine y la televisión. El drama histórico incluye ficción histórica y romances, películas de aventuras y espadachines. Una pieza de época puede estar ambientada en una época vaga o general como la Edad Media o un período específico como los locos años veinte.

## Metodología
Desde el comienzo del cine, las películas ambientadas en tiempos históricos han sido algunas de las obras más populares. Las películas El nacimiento de una nación (de D. W. Griffith) y El maquinista de La General (de Buster Keaton) son ejemplos de trabajos tempranos populares ambientados durante la guerra civil estadounidense. En diferentes épocas, diferentes subgéneros han ganado popularidad, como los westerns y las películas de espadas y sandalias que dominaron el cine norteamericano en la década de 1950.
Los primeros críticos los definieron como películas centradas en el romance y las relaciones en un entorno suntuoso, definiéndolos frente a otros dramas históricos que se cree tenían temas más serios. Otros críticos han defendido los dramas históricos y argumentado que son menospreciados porque son un género dirigido a las mujeres. Los dramas históricos también se han descrito como un género conservador, glorificando un pasado imaginado que nunca existió.

## Exactitud histórica
Si bien el drama histórico es ficción, las obras pueden incluir referencias a personas o eventos de la vida real del período de tiempo relevante o contener representaciones fácticas precisas del período de tiempo. Las obras también pueden incluir narrativas en su mayoría de ficción basadas en personas o eventos reales, como Braveheart/Corazón Valiente, Los Miserables y Titanic.
Las obras que se centran en retratar con precisión hechos o personas históricas específicas se conocen como docudrama (como The Report). Cuando la vida de una persona es fundamental para la historia, ese trabajo se conoce como Película biográfica (por ejemplo Frida, Cinderella Man/El luchador y Lincoln).